# Swept Under
Swept Under is een Canadese televisiefilm uit 2015 onder regie van Michel Poulette, met in de hoofdrollen Devin Kelley en Aaron Ashmore.
De film werd op 6 december 2015 uitgebracht op Lifetime Movie Network onder de titel Maid for Murder en is sinds 2016 ook op Netflix te zien.

## Verhaal
Morgan Sher (Devin Kelley) is een forensisch experte, die achtergelaten bewijsmateriaal ontdekt dat door de politie over het hoofd werd gezien. Samen met rechercheur Nick (Aaron Ashmore), die pas overgeplaast werd van zedenzaken naar de moordbrigade, gaat ze op zoek naar de identiteit van de moordenaar.

## Rolverdeling
| Acteur             | Personage       |
| ------------------ | --------------- |
| Devin Kelley       | Morgan Sher     |
| Aaron Ashmore      | Nick Hopewell   |
| Stephen Bogaert    | Adam Fowler     |
| Brett Ryan         | Ed Braxton      |
| Joanne Boland      | Captain LaSalle |
| Vladimir Jon Cubrt | Gary Butler     |